# Bangladesh Photographic Society
Bangladesh Photographic Society (Bangladéšská fotografická společnost) je národní fotografická společnost v Bangladéši a nachází se v Dháce v Bangladéši. Jako první provozovala fotografickou galerii v Bangladéši s vlastní temnou komorou. Je členem Fédération Internationale de l'Art Photographique (FIAP – Mezinárodní federace umělecké fotografie).

## Historie
Bangladéšská fotografická společnost byla založena 1. ledna 1976 fotografy se sídlem v Bangladéši. Společnost vlastní a provozuje Bangladéšský fotografický institut, který organizuje fotografické školení. Společnost také pořádá každoroční celostátní a dvouleté mezinárodní fotografické soutěže. Institut pořádá sympozia a semináře v Bangladéši.